# 黃寶龍
黃寶龍（Sam Wong，1980年9月11日—），香港出生，前香港無綫電視童星，1992年出演電視劇「大時代」童年方展博一角，最為人熟悉。

## 簡歷
黃寶龍近年不時參與幕前演出，包括廣告特輯、活動司儀、電視節目嘉賓主持等。
童年時在電影「四個32A和一個香蕉少年」中，飾演男主角Mickey，和唐寧作螢幕小情侶。
1992年於TVB電視劇「大時代」飾演主角方展博童年。該劇於2015年重播並被封為「神劇」，當中黃寶龍於父親方進新死的一幕十分催淚，令黃寶龍再次引起觀眾關注。
現時經營二手書店「精神書局」：北角店和西環店，推動二手書文化。多次到各場合和組織演講及義賣，藉此向大眾分享讀書樂趣，喚起社會閱讀風氣。由於其西環分店的獨特性，令黃寶龍成為西區代表性人物。曾因此接受多個訪問，並參與多個節目推廣西區文化及旅遊。
2021年「精神書局-西環店」結業，現於灣仔開設全新分店。

## 相關報道
- 從西環到灣仔 精神書局店主盼延續使命：「保留好書畀下一代香港人」

- 提倡讀風 騎單車穿閱西環 （页面存档备份，存于）

- 精神書局 傳承精神 （页面存档备份，存于）

- 60載書店第三代掌門人守家業 創意延續舊書生命 （页面存档备份，存于）

## 演出作品 - 近年

### 電視節目
- 無綫「街坊導賞團」嘉賓主持
- ViuTV「區區有樂 」嘉賓主持
- Roadshow「十八區香港事」嘉賓主持
- 無綫「星期日檔案」嘉賓
- 無綫「東張西望」嘉賓
- 無綫「玩轉香港日與夜」嘉賓
- ViuTV「又要威又要戴頭盔」嘉賓
- 港台電視「新睇歷行」嘉賓
- 旅遊衛視及愛奇藝 (中國) 「香港光影」嘉賓
- VoiceTV21 (泰國)「Do The Ride Thing」嘉賓

### 其他演出
- Serta 舒達「床褥專家」廣告特輯

【床褥專家Sam話你知】床褥每隔幾個月要頭尾對掉先襟用？ （页面存档备份，存于）
【床褥專家Sam話你知】Serta酒店級床褥有咩咁勁？ （页面存档备份，存于）
- 「陳綺婷舞蹈學院匯演」司儀
- 公開活動「再生閱讀」演講嘉賓
- 記者會「新地喜閱指數」演講嘉賓
- 廣告「香港活動統籌學院」男主角
- 雜誌「數碼天書」模特兒

## 演出作品 - 童年

### 電影
- 1996年《四個32A和一個香蕉少年》飾男主角Mickey
- 1992年《賭城大享之新哥傳奇》

### 電視劇
- 1992年《大時代》飾童年方展博
- 1994年《射鵰英雄傳 (1994年電視劇)》
- 1994年《CYC家族》飾曾志偉
- 1995年《男人四十一頭家》
- 1996年《青少年實況劇之愛有明天》

### 其他演出
- 港台《時事新天地》主持
- 無綫《劉德華音樂特輯》飾劉德華弟弟
- 古巨基歌曲 Santa Claus （页面存档备份，存于） MV演員
- 電視廣告：7-11、的嗒糖、嘉頓餅乾、通利琴行、東芝、日清伊麵、舒膚佳